# Зантис, Сотирис
Сотирис Зантис (24 января 2001, Лимасол, Кипр) — кипрский футболист, нападающий юношеской команды «Виктории» (Кёльн).

## Биография

### Клубная карьера
Воспитанник клуба «Аполлон» (Лимасол). В 2018 году подписал контракт с клубом Пафос в  составе которого дебютировал в чемпионате Кипра 2 января 2019 года, появившись в стартовом составе на матч с «АЕК Ларнака», в котором был заменён в перерыве. 12 января сыграл свой второй матч за команду против «Неа Саламина». Летом того же года перешёл в клуб второго дивизиона «Кармиотисса».
Зимой 2020 года Зантис присоединился к юношеской команде немецкого клуб «Виктория» (Кёльн).

### Карьера в сборной
В январе 2018 года провёл две товарищеские игры за сборную Кипра до 17 лет против сверстников из Дании.